# トビラシステムズ
トビラシステムズ株式会社（英: Tobila Systems Inc.）は、愛知県名古屋市中区に本社を置く日本のITベンダー。
詐欺電話・詐欺SMS等の情報を収集・調査してデータベースを構築し、自動でフィルタリングする「迷惑情報データベース」を、モバイル、固定電話、ビジネス向けに展開し、月間約1,500万人に利用されている。

## 概要
2004年にITエンジニアだった明田篤が個人創業。2006年に法人化し、株式会社A&A tecnologiaを岐阜県大垣市に設立した。その後愛知県名古屋市に本社を移転し、2010年に現社名となった。
社会問題の一つである特殊詐欺やフィッシング詐欺の防止に有効な商品・サービスとして、迷惑電話番号リストを活用し、利用者にとって未知の迷惑電話番号であっても自動的に着信拒否設定がなされる「迷惑情報フィルタ事業」を主要事業としている。
2011年６月、悪質な迷惑電話や詐欺電話を防止する「トビラフォン」を自社製品として開発・販売を開始。
同製品の販売以降、「トビラフォン」の電話番号データベース、迷惑電話番号解析アルゴリズムを活用して、スマートフォンやフィーチャーフォン等のモバイル端末及び固定回線向けのアプリやサービスの提供、法人向けに「トビラフォン」の機能を強化した「トビラフォン Biz」、クラウド型ビジネスフォンサービス「トビラフォン Cloud」の販売を行う。
2021年8月には広告コンテンツをブロックするアプリ「280blocker」を買収し、迷惑電話・SMS対策に加え、Web閲覧時の迷惑Web広告対策まで全方位でカバーしている。

## 迷惑情報データベース
危険な電話番号やSMSに記載されているURL等をブラックリスト化した「迷惑情報データベース」を構築。ユーザーが危険な電話やSMSをブロックする仕組みを提供している。類似のサービスはあるが、同社と同程度のデータ量、質を保有する企業は現時点では存在しない。

### データベースの特徴
データベースの特徴は主に3つ。
・警察庁からのデータ提供
全国の警察から、実際に犯罪や攻撃に使われたとみられる電話番号やURLなどの情報の提供を受けている。
・ユーザー数
月間利用者数は約1,500万人。多くのユーザーから得られる統計情報を活用・解析し、ユーザーが多いほどデータの精度が高まる仕組み。
・大手通信キャリアでの採用
同社のデータベースは、大手通信キャリア3社（NTTドコモ、KDDI、Softbank）に採用されている。

## 沿革
- 2004年4月1日 - 個人創業[2]。
- 2006年12月1日 - 岐阜県大垣市に株式会社A&A tecnologiaを設立[2]。
- 2008年8月 -本社を愛知県名古屋市中区丸の内に移転[2]。
- 2010年5月 - トビラシステムズ株式会社に商号を変更[2]。
- 2019年4月 - 東京証券取引所マザーズに株式を上場[2]。
- 2020年4月 - 東京証券取引所市場第一部に市場変更[2]。
- 2021年
  - 8月 - 合同会社280blockerを完全子会社化[2]。
  - 9月 - 株式会社ageetと資本業務提携を締結[2]。
  - 10月 - 子会社の合同会社280blockerを吸収合併[2]。
- 2022年
  - 4月 - 東京証券取引所プライム市場に移行[2]。
  - 9月 - 株式会社ageetを関連会社化[2]。
- 2023年
  - 3月 - 一般社団法人日本ユニファイド通信事業者協会に加入[8]。
  - 9月30日 - ホームページ制作運営支援事業の「HP4U」を株式会社アイデアプラスに譲渡[9]。
  - 10月20日 - 東京証券取引所スタンダード市場へ市場変更。
- 2024年7月31日 - 電話番号.comのサービスを終了[10]。

## 事業所
- 名古屋本社（愛知県名古屋市中区）[1]
- 東京支店（東京都千代田区）[1]

## 関連会社
- 株式会社ageet